# Jyotirao Phule
Jyotirao Govindrao Phule (11 de abril de 1827 - 28 de noviembre de 1890) fue un activista social indio, pensador, reformador social anti-casta y escritor de Maharashtra. Su trabajo se extendió a muchos campos, incluida la erradicación de la intocabilidad y el sistema de castas y por sus esfuerzos en la educación de las mujeres y las personas de castas inferiores. Él y su esposa, Savitribai Phule, fueron pioneros de la educación de la mujer en la India. Phule comenzó su primera escuela para niñas en 1848 en Pune, en la residencia de Tatyasaheb Bhide o Bhidewada. Phule, junto con sus seguidores, formó la Satyashodhak Samaj (Sociedad de Buscadores de la Verdad) para lograr la igualdad de derechos para las personas de castas inferiores. Personas de todas las religiones y castas podrían convertirse en parte de esta asociación que trabajó para la elevación de las clases oprimidas.
Phule es considerada una figura importante en el movimiento de reforma social en Maharashtra. 
En 1888 el activista social de Maharashtra Vithalrao Krishnaji Vandekar le otorgó el título honorífico de Mahātmā ( sánscrito: "gran alma", "venerable").

## Biografía
Phule nació el 11 de abril de 1827 en una familia que pertenecía a la casta de Mali, considerada como shudra en el sistema varna de castas indias, tradicionalmente ocupadas como jardineros, vendedores de verduras y floristas.El apellido original de la familia era Gorhe y tenía sus orígenes en el pueblo de Katgun, en el actual distrito de Satara en Maharashtra. Su bisabuelo trabajó como chaughula, un humilde sirviente de la aldea, en Katgun, pero se mudó a Khanwadi en el distrito de Pune. Prosperó allí, pero su único hijo, Shetiba, que tenía poca inteligencia, despilfarró posteriormente lo que había ganado.  Shetiba se mudó a Poona con su familia, incluidos tres niños, en busca de algún tipo de ingreso. Los muchachos fueron tomados bajo el ala de un florista que les enseñó los secretos del oficio. Su habilidad para cultivar y arreglar se hizo bien conocida y adoptaron el nombre Phule (hombre de las flores) en lugar de Gorhe . [10] Su cumplimiento de los encargos de los Peshwa, Baji Rao II, de colchones de flores y otros bienes para los rituales y ceremonias de la corte real lo impresionó tanto que les concedió 35 acres (14,2 ha) de tierra sobre la base del sistema inam, por el que no se pagaría ningún impuesto sobre ella. [9] El hermano mayor se maquilló para tomar el control exclusivo de la propiedad, dejando a los dos hermanos menores, el padre de Jyotirao Phule, Govindrao, para que siguieran cultivando y vendiendo flores.
Govindrao se casó con Chimnabai y tuvo dos hijos, de los cuales Jotirao era el menor. Chimnabai murió antes de cumplir un año. [10] La comunidad de Mali no dio mucho espacio a la educación, y después de asistir a la escuela primaria para aprender los conceptos básicos de lectura, escritura y aritmética, Jyotirao fue retirado de la escuela. Se unió a los hombres de su familia en el trabajo, tanto en la tienda como en la granja. Sin embargo, un cristiano converso de la misma casta de Mali que Phule reconoció su inteligencia y convenció al padre de Phule de que le permitiera asistir a la escuela secundaria Scottish Mission High School. Phule completó sus estudios de inglés en 1847. Como era costumbre, se casó joven, a los 13 años, con una niña de su propia comunidad, elegida por su padre.
El punto de inflexión en su vida fue en 1848, cuando asistió a la boda de un amigo brahmán. Phule participó en la procesión matrimonial habitual, pero más tarde los padres de su amigo lo reprendieron e insultaron por hacerlo. Le dijeron que, al ser de una casta Shudra, debería haber tenido el sentido común de mantenerse alejado de esa ceremonia. Este incidente afectó profundamente a Phule por la injusticia del sistema de castas.

## Activismo social
El activismo social de Phule incluyó muchos campos, incluida la erradicación de la intocabilidad y el sistema de castas, la educación de las mujeres y los dalits y el bienestar de las mujeres oprimidas.

### Educación

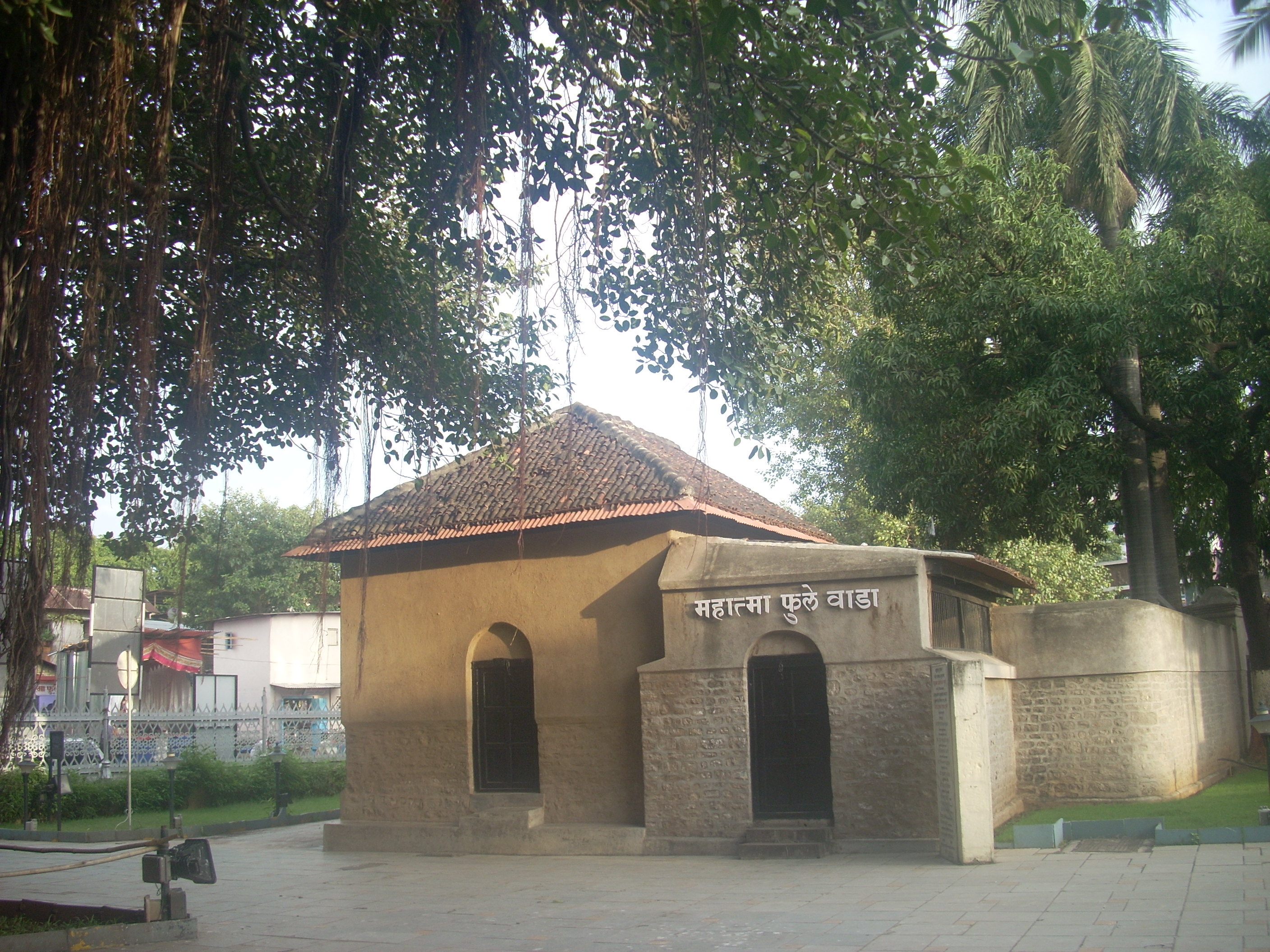
Mahatma Phule Wada, Pune. Este es el lugar donde Mahatma Jotirao Phule permaneció con su esposa Savitribai Phule durante un cierto período de su vida. Fue construido alrededor de 1852.

En 1848, a los 21 años, Phule visitó una escuela de niñas en Ahmadnagar, dirigida por misioneros cristianos. 
Y ese mismo año leyó el libro de Thomas Paine Rights of Man y desarrolló un agudo sentido de la justicia social. Se dio cuenta de que las castas explotadas y las mujeres estaban en desventaja en la sociedad india, y también que la educación de estas secciones era vital para su emancipación. [16] Con este fin y en el mismo año, Phule primero enseñó a leer y escribir a su esposa, Savitribai, y luego la pareja abrió la primera escuela para niñas dirigida por indígenas en Pune. [17] 
En su libro Gulamgiri, Phule dice que la primera escuela fue para niñas brahmines y de castas superiores, sin embargo, el biógrafo de Phule dice que fue para niñas de castas inferiores.
La conservadora sociedad de castas superiores de Pune no aprobó su trabajo aunque muchos indios y europeos lo ayudaron generosamente. Los conservadores de Pune también obligaron a su propia familia y comunidad a excluirlos. Durante este período, su amigo Usman Sheikh y su hermana Fatima Sheikh les proporcionaron un techo sobre sus cabezas. Además de ayudar a poner en marcha la escuela en sus instalaciones.
Más tarde, los Phules iniciaron escuelas para niños de las entonces castas intocables como Mahar y Mang .
En 1852, había tres escuelas Phule en funcionamiento. 273 niñas estaban cursando estudios en estas escuelas, pero en 1858 todas habían cerrado. 
Eleanor Zelliot culpa del cierre a las donaciones europeas privadas que se agotaron debido a la rebelión de la india de 1857, la retirada del apoyo del gobierno y la renuncia de Jyotirao al comité de gestión escolar debido a un desacuerdo con respecto al plan de estudios.

### Bienestar de la mujer
Phule observó cómo a los intocables no se les permitía contaminar a nadie con sus sombras y que tenían que sujetar una escoba a la espalda para limpiar el camino por el que habían viajado. Vio jóvenes viudas afeitándose la cabeza, absteniéndose de cualquier tipo de alegría en su vida. Como las mujeres intocables habían sido obligadas a bailar desnudas.  Tomó la decisión de educar a las mujeres al presenciar todos estos males sociales que fomentaban la desigualdad. Comenzó con su esposa, todas las tardes, Jyotirao se sentaba con su esposa Savitribai Phule y la educaba cuando ella iba a las granjas donde él trabajaba, para traerle su comida. Envió a su esposa a formarse en una escuela. En 1848, juntos establecieron la primera escuela de niñas de la India en Vishrambag Wada, Pune.

Defendió que las viudas se volvieran a casar y comenzó un hogar para que las viudas embarazadas de la casta dominante dieran a luz en un lugar seguro y protegido en 1863. Su orfanato se estableció en un intento por reducir la tasa de infanticidio. 

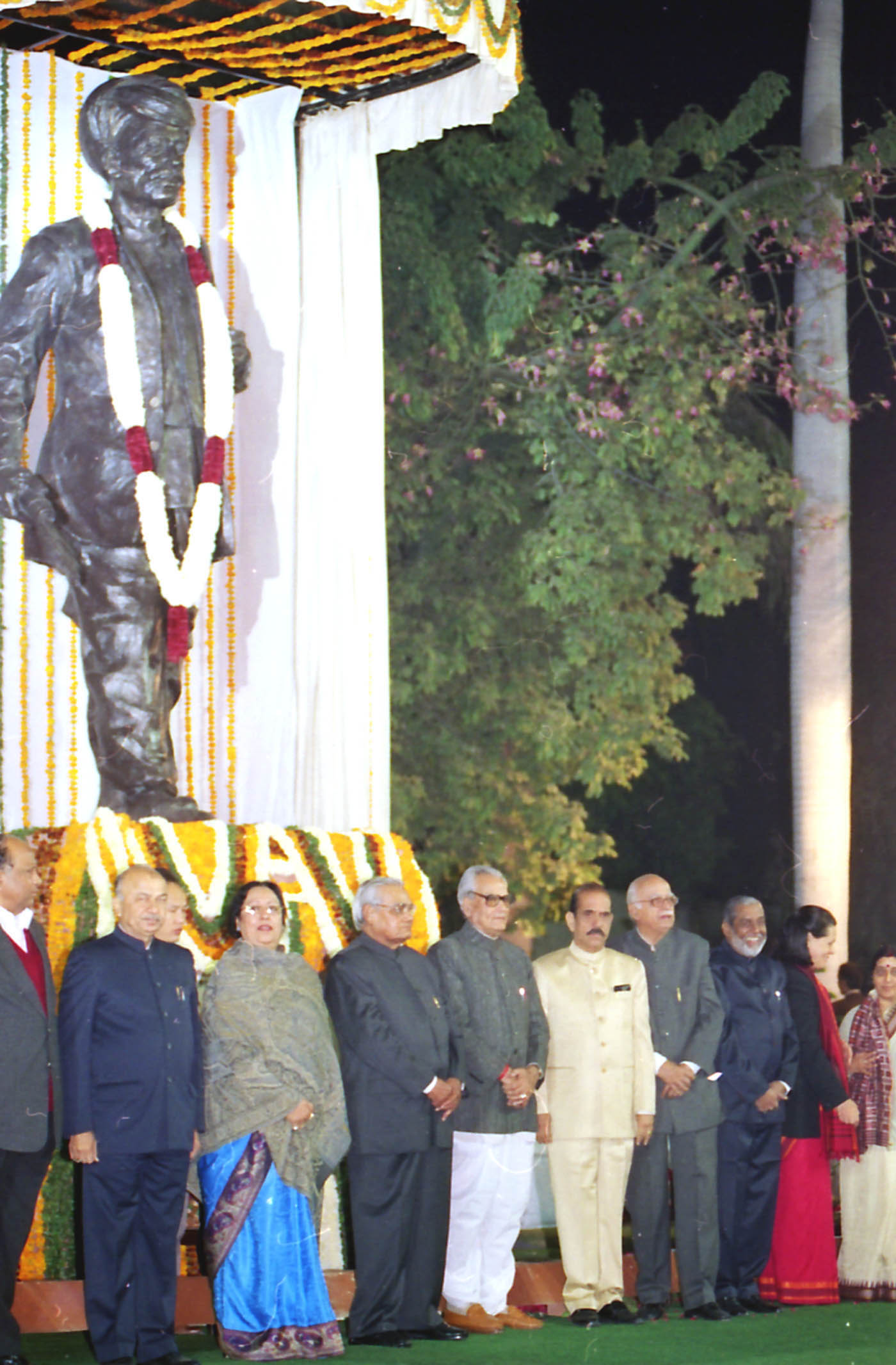
El Primer Ministro Shri Atal Bihari Vajpayee inauguró la estatua de Mahatma Jyotirao Phule en la Casa del Parlamento en Nueva Delhi el 3 de diciembre de 2003.

En 1863, Pune fue testigo de un terrible incidente. Una viuda brahmán llamada Kashibai quedó embarazada y sus intentos de abortar no tuvieron éxito.  Mató al bebé después de darlo a luz y lo arrojó a un pozo, pero su acto salió a la luz. Tuvo que enfrentar un castigo y fue sentenciada a prisión. Este incidente molestó mucho a Phule y, por lo tanto, junto con su viejo amigo Sadashiv Ballal Govande y Savitribai, abrió un centro de prevención del infanticidio. Había folletos pegados alrededor de Pune anunciando el centro con las siguientes palabras: "Viudas, vengan aquí y den a luz a su bebé de manera segura y en secreto. Depende de su criterio si desea mantener al bebé en el centro o llevárselo. Este orfanato se hará cargo de los niños "que se quedan atrás". La pareja Phule dirigió el centro de prevención del infanticidio hasta mediados de la década de 1880. Phule intentó eliminar el estigma de intocabilidad social que rodeaba a las castas explotadas abriendo su casa y el uso de su pozo de agua a los miembros de las castas explotadas.

### Opiniones sobre religión y casta
Phule reformuló la teoría de la historia de la invasión aria, proponiendo que los conquistadores arios de la India, a quienes los defensores de la teoría consideraban racialmente superiores, eran de hecho bárbaros supresores de los pueblos indígenas. Creía que habían instituido el sistema de castas como marco de subyugación y división social que aseguraba la preeminencia de sus sucesores brahmanes. Vio las posteriores conquistas musulmanas del subcontinente indio como más de lo mismo, siendo un régimen represivo, pero se animó con la llegada de los británicos, a quienes consideraba relativamente ilustrados y no partidarios del sistema varnashramadharma instigado. y luego perpetuado por los invasores anteriores.
En su libro, Gulamgiri, agradeció a los misioneros cristianos ya los colonos británicos por hacer que las castas explotadas se dieran cuenta de que son dignas de todos los derechos humanos. El libro, cuyo título se transcribe como esclavitud y que se refería a las mujeres, la casta y la reforma, estaba dedicado a las personas en los Estados Unidos que estaban trabajando para acabar con la esclavitud.
Phule vio a Rama, el héroe de la epopeya india Ramayana, como un símbolo de la opresión derivada de la conquista aria.  Su crítica del sistema de castas comenzó con un ataque a los Vedas, los textos más fundamentales de los hindúes. [32] Los consideraba una forma de falsa conciencia. [33]
Se le atribuye la introducción de la palabra marathi dalit (roto, aplastado) como descriptor de aquellas personas que estaban fuera del sistema tradicional de varna. La terminología fue popularizada más tarde en la década de 1970 por los Dalit Panthers .
En 1892 en una audiencia de la comisión de educación, Phule pidió ayuda para brindar educación a las castas explotadas. Para implementarlo, abogó porque la educación primaria fuera obligatoria en las aldeas. También pidió incentivos especiales para que mayor número de personas de castas inferiores asistan a las escuelas secundarias y universidades.

### Satyashodhak Samaj
El 24 de septiembre de 1873, Phule formó Satyashodhak Samaj para centrarse en los derechos de los grupos deprimidos como las mujeres, los shudra y los dalit. A través de esto, el samaj se opuso a la idolatría y denunció el sistema de castas. Satyashodhak Samaj hizo campaña por la difusión del pensamiento racional y rechazó la necesidad de sacerdotes. Phule estableció Satyashodhak Samaj con los ideales del bienestar humano, la felicidad, la unidad, la igualdad y los principios y rituales religiosos sencillos. Un periódico con sede en Pune, Deenbandhu, dio voz a las opiniones de los Samaj. La membresía del samaj incluía musulmanes, brahmanes y funcionarios del gobierno. La propia casta de Phule en Mali proporcionó los miembros principales y los patrocinadores financieros de la organización.

## Negocios

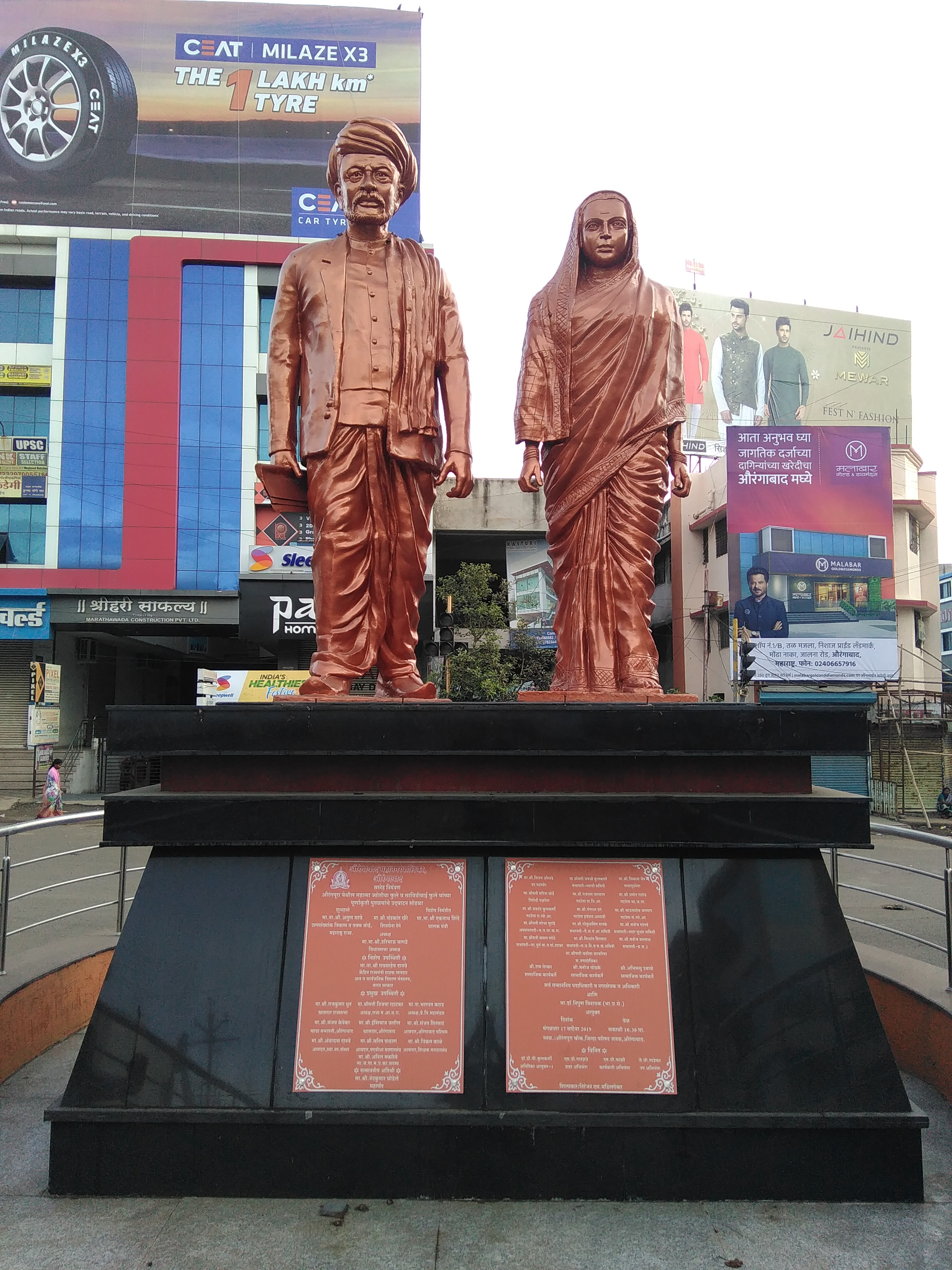
Estatuas de Jyotirao Phule y Savitribai Phule, en Aurangabad en Maharashtra

Aparte de su papel de activista social, Phule también era un hombre de negocios. En 1882 se autodenominó comerciante, cultivador y contratista municipal. Poseía 60 acres (24,3 ha) de tierras de cultivo en Manjri, cerca de Pune. Durante un tiempo, trabajó como contratista para el gobierno y suministró los materiales de construcción necesarios para la construcción de una presa en el río Mula-Mutha cerca de Pune en la década de 1870. También recibió contratos para proporcionar mano de obra para la construcción del túnel Katraj y la cárcel de Yerawda cerca de Pune. Uno de los negocios de Phule, establecido en 1863, era el suministro de equipos de fundición de metales.
Phule fue nombrado comisionado (miembro del consejo municipal) del entonces municipio de Poona en 1876 y ocupó este cargo no elegido hasta 1883.

## Obras publicadas

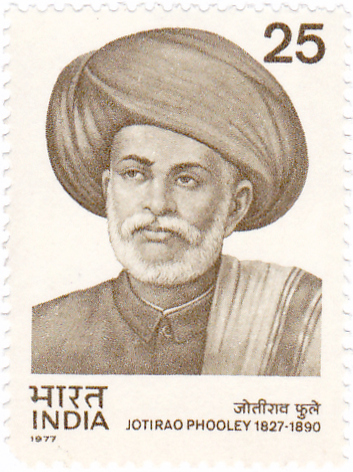
Mahatma Phule en un sello de 1977 de la India

Los akhandas de Phule estaban vinculados orgánicamente a los abhangs del santo Tukaram marathi Varkari.
Entre sus trabajos publicados se encuentran:
- Tritiya Ratna, 1855
- Brahmananche Kasab, 1869
- Powada: Chatrapati Shivajiraje Bhosle Yancha, [Inglés: Life Of Shivaji, In Poetical Meter], junio de 1869
- Powada: Vidyakhatyatil Brahman Pantoji, junio de 1869
- Manav Mahammand (Muhammad) (Abhang)
- Gulamgiri, 1873
- Shetkarayacha Aasud (Cuerda de látigo del cultivador), julio de 1881
- Satsar Ank 1, junio de 1885
- Satsar Ank 2 de junio de 1885
- Ishara, octubre de 1885
- Gramjoshya sambhandi jahir kabhar, (1886)
- Satyashodhak Samajokt Mangalashtakasah Sarva Puja-vidhi, 1887
- Sarvajanik Satya Dharma Poostak, abril de 1889
- Sarvajanic Satya Dharmapustak, 1891
- Akhandadi Kavyarachana
- Asprushyanchi Kaifiyat

## Reconocimientos

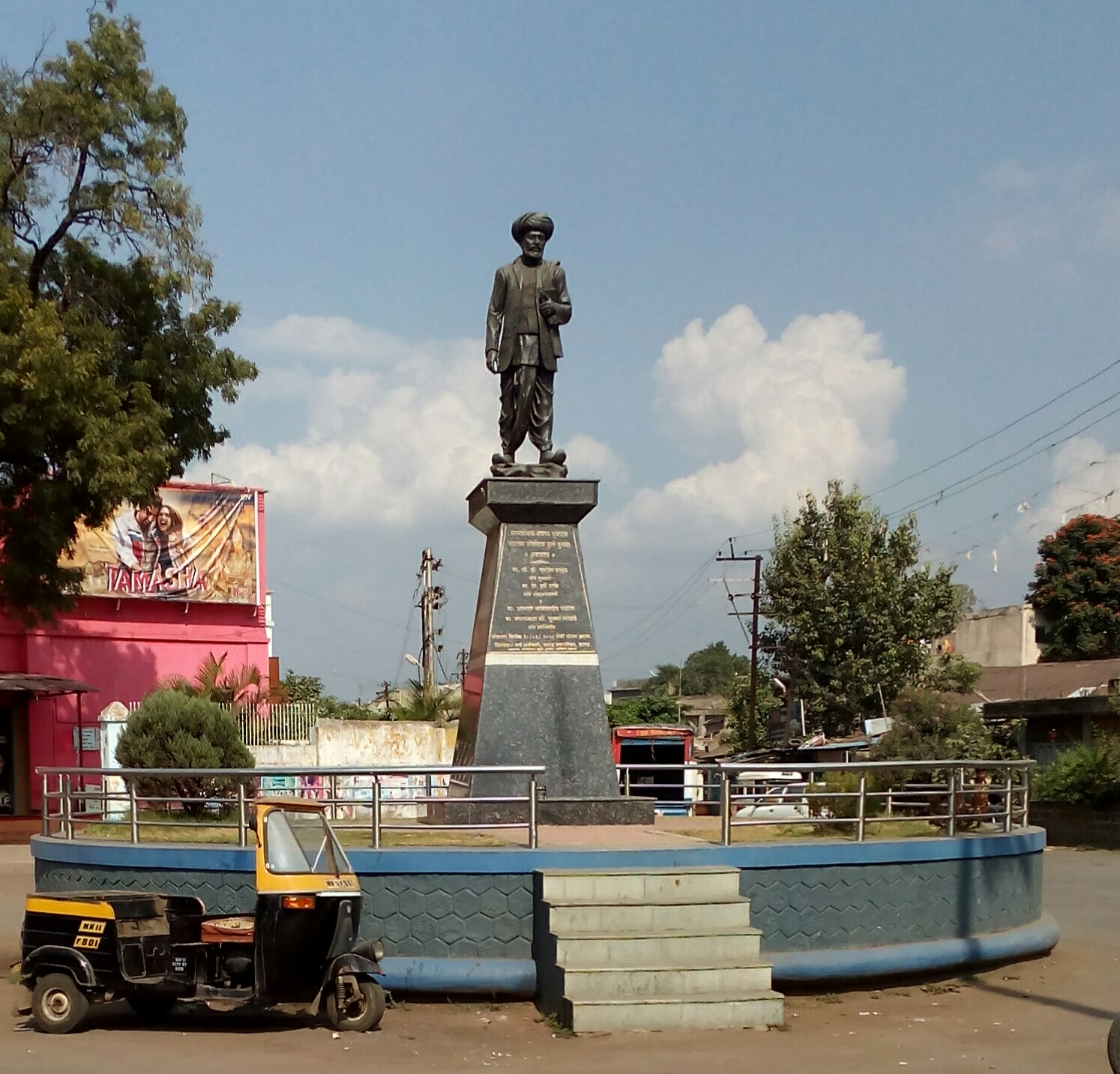
Una estatua de Jyotiba Phule en la ciudad de Karad, distrito de Satara

- Recibió el 11 de mayo de 1888  el título de Mahatma por otro reformador social de Bombay, Vithalrao Krishnaji Vandekar.

#### Biografías de Phule
- Mahatma Jotirao Phule Yanche Charitra, en lengua marathi (PS Patil, Chikali: 1927).
- Otros dos son Mahatma Phule. Caritra Va Kriya ( Mahatma Phule. Life and Work ) (AK Ghorpade, Poona: 1953), que también está en marathi
- Mahatma Jyotibha Phule: Father of Our Social Revolution ( Dhananjay Keer, Bombay: 1974).

El material inédito relacionado con él está en poder del Comité Estatal de Bombay sobre la Historia del Movimiento por la Libertad.

#### Película biográfica en lengua marathi
Mahatma Phule (1954), sobre el reformador social, fue dirigida por Pralhad Keshav Atre .
- Inspiró a BR Ambedkar, el primer ministro de derecho de la India y el principal arquitecto de la Constitución india . Ambedkar había reconocido a Phule como uno de sus tres gurús o maestros.[37][38][39]

#### Estructuras y lugares que conmemoran Phule
- La estatua de cuerpo entero inaugurada en las instalaciones de Vidhan Bhavan (edificio de la asamblea del estado de Maharashtra)
- Mahatma Jyotiba Phule Mandai, anteriormente conocido como Crawford Market, en Mumbai
- Museo Mahatma Phule en Pune
- Mahatma Phule Krishi Vidyapeeth (Universidad Agrícola) en Rahuri, distrito de Ahmednagar, Maharashtra.
- Mahathma Phule Mandai, el mercado de verduras más grande de Pune
- Universidad Mahatma Jyotiba Phule Rohilkhand
- La Facultad de Fisioterapia Subharti fue nombrada anteriormente en su honor
- La obra biográfica Satyashodhak ( El buscador de la verdad ) de GP Deshpande fue interpretada por primera vez por Jan Natya Manch en 1992.[40]

## Otras lecturas
- Gavaskar, Mahesh (1999). «Phule's Critique of Brahmin Power».  En Michael, S. M., ed. Untouchable, Dalits in Modern India. Lynne Rienner Publishers. pp. 43–56. ISBN 978-1-55587-697-5.
- Guha, Ramachandra, ed. (2011). Makers of Modern India. Harvard University Press. ISBN 978-0-67405-246-8.
- Wayne, Tiffany K., ed. (2011). Feminist Writings from Ancient Times to the Modern World: A Global Sourcebook and History. ABC-CLIO. ISBN 978-0-31334-581-4.